# 7,4'-二羟基黄酮
7,4'-二羟基黄酮（也称为4',7-二羟基黄酮，4',7-Dihydroxyflavone）是一种黄酮，分子式C15H10O4，存在于多种植物的根部与种子中。